# André Tassin
André Tassin (23. února 1902 – 12. července 1986) byl francouzský fotbalový brankář. Většinu kariéry strávil v klubu Racing Paříž.
Na Mistrovství světa ve fotbale 1930 byl rezervním brankářem za Alexe Thépota, ale v utkání nenastoupil. Za Francouzskou reprezentaci odehrál 5 zápasů v roce 1932.

## Hráčská kariéra
- Racing Paříž (1929–1934)
- Amiens SC (1934–1935)
- Stade de Reims (1935–1936)